# Gerhard Stolze
Gerhard Stolze (* 1. Oktober 1926 in Dessau; † 11. März 1979 in Garmisch-Partenkirchen) war ein deutscher Opernsänger (Charaktertenor). Seine zahlreichen Aufnahmen zeugen von seiner sehr flexiblen Stimme, die er sowohl lyrisch als auch dramatisch einsetzen konnte, ebenso wie von seiner großen schauspielerischen Begabung.

## Leben
Stolze wurde im Alter von 17 Jahren zum Militär einberufen und geriet in belgische Gefangenschaft. Dort lernte er „Erich kennen, einen homosexuellen Regisseur. Im Lager spielten sie ihre ersten Stücke, gingen gemeinsam nach dem Krieg nach Zwickau ans Theater.“ Als Stolze sich in die Malerin Gabriele Gretschel „verliebte und sie heiratete, nahm Erich sich das Leben.“ Aus dieser langjährigen Ehe stammen die Töchter Lena und Franziska, beide Schauspielerinnen.
Stolze studierte Gesang in Dresden bei Rudolf Dittrich und debütierte dort 1949. Von 1953 bis 1961 sang er an der Staatsoper Unter den Linden, verließ Berlin jedoch kurz nach Vollendung des Mauerbaus und zog nach Wien. Er avancierte zum besten Wagner- und Strauss-Charaktertenor seiner Generation, was er unter anderem durch häufige Gastspiele in Bayreuth (ab 1951) und Salzburg (ab 1959) immer wieder bewies. Mit der Staatsoper Stuttgart, der Hamburgischen Staatsoper und dem Nationaltheater München hatte er langjährige Gastverträge. Er gastierte an großen internationalen Opernhäusern (Covent Garden London, Metropolitan Opera New York etc.). Stolze sang in den Uraufführungen der Opern Jakobowski und der Oberst von Giselher Klebe, Der Revisor von Werner Egk und Oedipus der Tyrann von Carl Orff.
Stolze erkrankte mit 32 Jahren an Kinderlähmung, musste sogar kurzzeitig an die Eiserne Lunge, konnte sich davon zwar langsam wieder erholen, aber es erschwerte längerfristig seinen weiteren Lebens- und Karriereweg: „Er begann zu trinken, versuchte einen Neuanfang, ließ sich scheiden, nahm den Namen seiner zweiten Frau an, eröffnete mit ihr eine Pension in Garmisch-Partenkirchen und servierte den Gästen das Frühstück.“
Stolze war seit 1977 in zweiter Ehe mit der Opernsängerin Gerda Prochaska verheiratet. Er starb 1979 im Alter von 52 Jahren und wurde auf dem Friedhof Garmisch in Garmisch-Partenkirchen beigesetzt.

## Diskografie (Auswahl)
- Mit Georg Solti: Der Ring des Nibelungen (als Mime in Siegfried), Salome (als  Herodes), Elektra (als Aegisth), Die Zauberflöte (als Monostatos)
- Mit Herbert von Karajan: Der Ring des Nibelungen (als Loge in Das Rheingold/als Mime in Siegfried)
- Mit Hans Knappertsbusch: Die Meistersinger von Nürnberg (als David)
- Mit Eugen Jochum: Carmina Burana
- Mit Wolfgang Sawallisch: Tannhäuser (Bayreuther Festspiele 1962, als Walther von der Vogelweide)